# Santa Eulalia Bajera
Santa Eulalia Bajera és un municipi de la Rioja, a la regió de la Rioja Baixa.